# Gabriele Carelli
Gabriele Carelli (Napoli, 1820 – Mentone, 13 dicembre 1900) è stato un pittore italiano aderente alla scuola di Posillipo.

## Biografia
Gabriele Carelli nato a Napoli nel 1820 in una famiglia di artisti, che aderirono alla Scuola di Posillipo.
Si formò, insieme con il fratello Gonsalvo, sotto la guida del padre Raffaele indirizzando poi il proprio interesse verso la pittura d'interno che interpretò con vivace spirito realista.
Si trasferisce a Roma nel 1837 con il fratello Gonzalvo, dal quale apprende la difficile tecnica dell'acquarello, e si dedica prevalentemente a dipingere le architetture e i reperti antichi. Nel 1840 rientra nella sua città natia. William Cavendish, VI
Duca di Devonshire nel 1847 lo portò con sé in un viaggio in Inghilterra a Chatsworth, poi soggiornò un periodo a Londra. Al ritorno soggiornò brevemente in Lombardia, qui conobbe le opere di Giovanni Migliara.
Nel 1850 soggiornò per qualche tempo a Malta. Decise di tornare a Londra nel 1860, qui il successo non tardò ad arrivare, infatti, è stato presente con i suoi acquerelli a varie esposizioni in Inghilterra e nel Regno Unito. Visse a Londra, rientrando in patria sporadicamente: nel 1872 viaggiò per la Svizzera, poi si fermò a Milano e in varie località della Lombardia.
Nel 1874 entrò a far parte della “Royal Society of Watercolours” di Londra. Ricevette a Boston la medaglia d'oro per alcuni dipinti ad acquarello nel 1881. Nei primi mesi del 1900 fu in Francia meridionale per poi rientrare in Inghilterra. Si spense a Mentone (Francia) il 13 dicembre 1900.

## Attività
Gabriele Carelli è stato un ottimo paesista, oltre che pittore di architetture, riprendendo lo stile di Giovanni Migliara. Sono celebri le sue marine, soprattutto di Napoli, Amalfi e della sua Costiera. Caratteristiche sono le sue vedute d'interni.

## Opere nei musei
- Museo d'arte di Avellino con il dipinto Convento dei Cappuccini, Amalfi (1899).
- Pinacoteca Bindi di Giulianova (TE) con il dipinto Interno di chiesa con contadini che pregano.

## Opere in collezioni private
- "Veduta di Palermo, la Marina" olio su tela cm.121x167, firmato e datato 1839, Moncalieri (Turin) collezione privata.